# Éruption du Taal en janvier 2020
L’éruption du Taal en janvier 2020 se déroule dans la région du Calarbazon, aux Philippines, depuis le 12 janvier 2020, avec le niveau d'alerte de l'Institut philippin de volcanologie et de sismologie (PHIVOLCS) qui est passé du niveau d'alerte 2 au niveau d'alerte 4,. Cette éruption volcanique se situe au niveau du cratère principal. Celle-ci a craché des cendres vers le Calabarzon, le Grand Manille et certaines parties du Centre de Luzon, entraînant la suspension des cours, des horaires de travail et des vols,. 